# Frisco Kid (Musiker)
Frisco Kid, auch bekannt als Ancient Monarchy (* 1971 als Steve Webley Wray in Kingston, Jamaika), ist ein jamaikanischer Reggae- und Dancehall-Deejay.

## Biografie
Steve Wray wurde im Kingstoner Distrikt West Kingston geboren und besuchte die Kingston Secondary School. 1989 verließ Wray die Highschool. Er hat eine abgeschlossene Berufsausbildung als Mechaniker.
Seine ersten Versuche als Deejay begannen in der Highschool. Nach den ersten erfolglosen Jahren zog Wray Mitte der 1980er mit seiner Mutter von Kingston nach Portmore. Bis zu dieser Zeit hatte er mit verschiedenen Soundsystems aus der Umgebung zusammengearbeitet. In Portmore gab es kein Tonstudio; Studioaufnahmen waren zu dieser Zeit nur in der Hauptstadt Kingston möglich, also sang Wray weiter bei verschiedenen Soundsystems aus seiner Umgebung.
Zwischen 1986 und 1988 lernte er durch den Deejay Froggy Dumpa Musiker wie Brigadier Jerry, Michael Buckley oder Carl Meeks kennen, mit denen er erste Aufnahmen machte. Nach seinem Schulabgang im Jahr 1989 zogen er und seine Mutter zurück nach Tivoli Gardens, einen Stadtteil in West Kingston. In dem Armenviertel waren Mord und Gewaltverbrechen an der Tagesordnung, was sich auch auf seine Liedertexte auswirkte. 1992 beschloss Wray, keine sogenannten Gun Lyrics mehr zu produzieren. Im selben Jahr bekam er Kontakt zu Mr. Wong, einem in Jamaika bekannten Förderer junger Musiker und Veranstalter des damals sehr bekannten Events Back Line, das jeden Mittwochabend im Exodus Nuclear in Kingston stattfand. Dort bekam Frisco Kid regelmäßig Auftritte, die ihm zu weiteren Bekanntschaften verhalfen, unter anderem zu dem Förderer Vather Romey, der mit ihm auf Empfehlung von Mr. Wong im Tonstudio des Killamanjaro Soundsystems seine erste Dubplate unter dem Namen Paro Kid produzierte.
Ab 1992 besuchte er regelmäßig die Tonstudios in Kingston und traf auf bekannte Deejays wie Baby Wayne, Captain Barkey, Wicker Man, Terro Fabulous und viele mehr. Zusammen bildeten sie eine Art Allianz von Deejays und produzierten Dubplates. Durch diese Verbindungen lernte Wray den Musiker Redman kennen, der ihm einen Plattenvertrag bei Shocking Vibes vermittelte. Wray nahm sein erstes Lied als Frisco Kid mit dem Titel Gal Can't Go Dance Again auf, das überregional bekannt wurde. Das 1993 auf dem Pepper Seed Riddim gesungene Lied Big Speetch erlangte weltweite Beachtung. 1994 nahm ihn Spragga Benz mit auf eine Tournee. 1995 unterzeichnete er dann bei Shocking Vibes einen Vertrag für seine erste eigene Tour, bei der er Auftritte in Japan, Europa, den Vereinigten Staaten und der Karibik hatte. Nach der Tournee erschien sein erstes Album mit dem Namen Finaly auf dem Label Mad House Production, das von VP Records weltweit vertrieben wurde. Nach dem Erfolg des Albums tourte er allein und mit bekannten Künstlern wie Wayne Wonder, Baby Cham, Mr Easy, Lady Saw, Tanya Stephens, General Degree, Sugar Minott und vielen mehr durch die ganze Welt.
2000 fügte Frisco Kid seinem Namen „aka Ancient Monarchy“ hinzu, was auch bekannt als Antikes Königreich bedeutet und laut eigener Aussage wegen seiner Nähe zum Rastafari-Glauben, seinen musikalischen Einflüssen und seiner Arbeit geschah. Verbindungen zum Yudgement Yard und den Hohepriestern der Bobo Ashanti brachten ihn dazu, Lieder wie Lion Paw, Round Here, Mash up the Place oder Fire Bun on the Military aufzunehmen; Lieder, die auch in Europa bekannt wurden. Nach vielen weiteren Konzerten und weltweiten Touren verbringt er seit 2006 viel Zeit mit seiner Familie.

## Diskografie

### Singles, Dubplates (Auswahl)
| - 1992 – Gal can’t go Dance again – Shocking Vibes - 1993 – Big Speetch – Mad House Productions - 1995 – Live Good (feat. Barrington Levy) – Time 1 International - 1996 – Rubbers – Mad House Productions - 1996 – Video Light Remix – Cell Block 321 - 1997 – Ratings – Greensleeves Records - 1998 – Calico – Mad House Productions - 1999 – Mad World – VP Records | - 2000 – Nah Stop She So – B-Rich Records - 2001 – Gwanie Gwanie – Kings of Kings - 2002 – Golden Peace – Incredible Music - 2003 – Train To Life – South Block - 2003 – Idol God – Hands & Heart - 2004 – Stand Guard – Black House Records - 2006 – Ten Ball A Fire – Down Sound Records |

### Alben
- 1998 – Finally – VP Records